# Богданов, Всеволод Леонидович
Все́волод Леони́дович Богда́нов (род. 6 февраля 1944, Холмогорский район, Архангельская область) — советский и российский журналист. Председатель Союза журналистов России (1992—2017)<. Заслуженный работник культуры Российской Федерации (1994).

## Биография

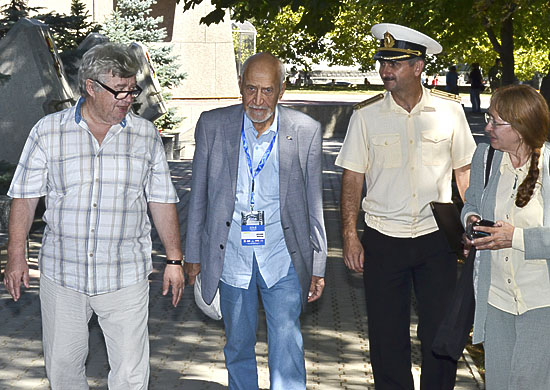
С Николаем Дроздовым на XII Международном кинофоруме «Вместе» в Севастополе, 2011 год

Всеволод Богданов родился в 1944 году в Архангельской области в семье фронтовиков.
Окончил факультет журналистики Ленинградского государственного университета им. А. А. Жданова. Карьеру журналиста начал в редакции Архангельского радио. С 1969 года работает в печати.
С 1969 по 1980 год — корреспондент, редактор, заместитель главного редактора областной партийной газеты «Магаданская правда». Газета распространялась на Колыме и Чукотке тиражом более 100 тысяч экземпляров. В 1980 году переехал из Магадана в Москву.
С 1981 по 1986 годы — собственный корреспондент газеты «Советская Россия» по Карелии и Мурманской области.
С 1986 по 1989 годы — начальник Главного управления периодических изданий Госкомиздата СССР.
С 1989 по 1991 годы — генеральный директор Генеральной дирекции Центрального телевидения Госкомитета СССР по телевидению и радиовещанию.
В 1992 году избран председателем Союза журналистов России. В 2008 году переизбран на свой пост в СЖР. Добровольно сложил полномочия председателя Союза журналистов России в ноябре 2017 года.
C 1998 года являлся председателем Международной конфедерации журналистских союзов.
Почётный профессор Санкт-Петербургского государственного университета

## Профессиональная позиция
Богданов тяготеет к публицистическому газетному жанру — очеркам и эссе, содержащим реальные житейские советы и подсказки, как выйти из трудной жизненной ситуации; при этом на первый план Богданов выдвигает актуальность темы и героев статьи. Будучи противником использования прессы как PR-ресурса политтехнологами, Богданов убеждён, что настоящий журналист не может себе позволить писать оплаченные заказчиком материалы или публиковаться в рекламных изданиях. Такая деятельность, согласно взглядам Богданова, приводит к потере профессиональной репутации журналистом и снижению рейтинга издания, где он работает.
Подобные упрёки в 1990-е годы адресовались самому Богданову. В профессиональных кругах председателю Союза журналистов приписывается крылатая фраза: «Наш журналист и деньги возьмёт, и правду напишет». Сам Богданов, осведомлённый об этом, однако отрицает, что когда-либо говорил такие слова.
В 2001 году подписал письмо в защиту телеканала НТВ.
В 2012 году Богданов констатировал, что профессия журналиста в последние годы потеряла свою привлекательность и уважение. По мнению Богданова, этим наносится вред в первую очередь не журналистам и владельцам СМИ, а обществу в целом. 
13 июля 2012 года Богданов после сомнений и колебаний под давлением сообщества выступил с публичной критикой возвращения по инициативе партии «Единая Россия» статьи о клевете в Уголовный кодекс РФ.
По оценке Богданова, в Союзе журналистов России на 2012 год состояло более 100 тысяч работников СМИ. Однако в прессе указывалось, что электронная база членов организации по неясным причинам отсутствует и подтвердить оценки Богданова из независимых источников не представляется возможным.

## Критика
Возглавляемый Богдановым на протяжении 20 лет Союз журналистов России обвиняли в конформизме по отношению к власти, а также в злоупотреблениях с пресс-картами — Международными карточками журналистов, дающими во всём мире ряд льгот и привилегий журналистам. Газета «Коммерсантъ» в нашумевшей статье «Полный журдом» (июль 2012) отмечала, что в СЖР не стремятся вступать главные редакторы и сотрудники ведущих федеральных СМИ, а саму организацию мало кто из журналистов считает выразителем корпоративных интересов. Отвергая обвинения в продаже пресс-карт, Богданов вместе с тем признал, что эта карточка, по которой за границей можно пройти в любой орган власти и аккредитоваться на интервью с любым должностным лицом, в России неэффективна. Однако она, по словам Богданова, пользуется очень большим спросом, только в Москве в 2012 году ею обладали 16 тысяч журналистов.

## Семья
Женат, имеет трёх дочерей. Жена и две младшие дочери — журналисты.

## Награды
- Орден Почёта (15 мая 2010) — за заслуги в области культуры, печати, телерадиовещания и многолетнюю плодотворную работу[9]
- Орден «За заслуги перед Республикой Дагестан» (13 сентября 2017) — за большой вклад в развитие журналистики и многолетнюю плодотворную работу[10]
- Заслуженный работник культуры Российской Федерации (15 июня 1994) — за заслуги в области культуры и многолетнюю плодотворную работу[11]
- Медаль «За заслуги перед обществом» (Алтайский край, 30 июня 2015) — за социально значимую общественную деятельность во благо Алтайского края и активное участие в развитии проекта «Сибирь — территория надежд»
- Заслуженный работник Республики Тыва (16 июля 2014)  — за активное содействие в подготовке и проведении межрегионального конкурса журналистского мастерства «Сибирь – территория надежд»[12]
- Заслуженный журналист Автономной Республики Крым (7 сентября 2009) — за многолетний добросовестный труд, высокий профессионализм, развитие международных культурных связей и в связи с 10-летием со дня основания Международного телекинофорума «Вместе»[13]
- Почётная грамота Совета министров Автономной Республики Крым (27 января 2004) — за большой вклад в организацию и проведение Международного телекинофорума «Вместе» в г. Ялта, подготовку молодых крымских журналистов в вузах России и в связи с 60-летним юбилеем[14]
- Орден «Содружество» (18 апреля 2019, Межпарламентская ассамблея СНГ) — за активное участие в деятельности Межпарламентской Ассамблеи и её органов, вклад в укрепление дружбы между народами государств — участников Содружества Независимых Государств[15]
- Почётный знак «За заслуги в развитии печати и информации» (17 апреля 2014, Межпарламентская ассамблея СНГ) — за значительный вклад в формирование и развитие общего информационного пространства государств - участников Содружества Независимых Государств, реализацию идей сотрудничества в сфере печати и информации[16]